# 漢泰新科技
漢泰新科技股份有限公司（ハンタイクジーグーフェンヨーシェングース日本語読み:かんたいしんかぎゆうげんこうし）は、中国の携帯電話メーカー。正式名称は深圳市漢泰新科技有限公司。宁波屹東電子股份有限公司の子会社にあたる。
2006年1月HANTELブランドの営業許可を取得。2006年4月設立。

## 主な製品
- D1818
PDA型携帯電話